# Matrica
Matrica era un fortino romano di truppe ausiliarie che faceva parte della catena di postazioni militari presenti lungo il limes danubiano nel settore pannonico. Si trova in località Százhalombatta-Dunafüred, a sud della capitale dell'Ungheria, Budapest, una volta fortezza legionaria e capitale della provincia romana di Pannonia inferiore (l'antica Aquincum).
Il forte romano si trovava in una zona molto paludosa a sud. Di particolare importanza per gli studi sull'antica Pannonia, gli scavi negli anni hanno rivelato nella vicina necropoli (a sud), un numero rilevante di iscrizioni. Sono poi stata scavate anche le thermae del forte, in buono stato di conservazione.

## Posizione
Durante l'Età del Bronzo a nord del forte troviamo un primo insediamento sull'altopiano che dominava la vallata del Danubio e che apparteneva alla cultura detta di Vatyaer. Da questo periodo in poi, emergono diversi ritrovamenti. La fase pre-romana si sviluppò soprattutto nella periferia nord di quello che oggi rappresenta una grande area archeologica collinare, un tempo necropoli dal periodo di Hallstatt. Il nome attuale di Százhalombatta, significa infatti città dei 100 tumuli.
Gli ingegneri romani costruirono il primo forte in un sito che, poiché era vicino al grande fiume Danubio e sebbene fosse leggermente più in alto rispetto al "letto" del fiume (ma a sud di una zona paludosa), non rimase esente da inondazioni. Nella parte meridionale della valle, vicino al luogo dove si trovavano gli antichi insediamenti, dal novembre del 1963 venne creata su una vasta area, una raffineria di petrolio. Sono quindi emerse, tra la raffineria e il forte, due grandi bacini di ritenzione. L'archeologo Judith Topal stimò che nella zona, almeno 800-1000 tombe romane non poterono essere indagate a causa delle costruzioni moderne.

## Forte
Il primitivo forte venne costruito in legno e terra. Venne scoperto nel 1963 dal Thomas. Si trattava della parte meridionale del fosso, che aveva caratteristiche similari a tante altre della zona. È solo con gli scavi del Kovacs negli anni 1993 e 1994, che si poté scoprire il primo edificio in legno interno all'accampamento. il forte in legno aveva le stesse proporzioni del successivo in pietra. Dalla ceramica trovata in loco dall'archeologo ungherese Dénes Gabler (terra sigillata proveniente da Banassac, nella Gallia meridionale) si è potuto datare il primo insediamento romano alla fine del I secolo-inizi del II secolo (sotto l'imperatore Traiano o agli inizi del principato di Adriano). Da questo periodo in poi il forte fu ricostruito in pietra.

### Mura e torri
L'archeologo Gyula Novaki durante i suoi scavi ha potuto constatare che si trattava di un forte di 152 × 155 metri, a pianta quasi quadrata, che venne costruito in pietra durante le guerre marcomanniche (166-189). La nuova costruzione fu probabilmente iniziata in seguito ad alcuni eventi che portarono alla distruzione del precedente in terra-legno, sulla base di quanto ha anche potuto constatare il Gabler. Aveva angoli arrotondati, dove erano posizionate le principali torri di avvistamento. Vi erano poi le classiche quattro porte, una per lato, e la porta Pretoria si trovava lungo il lato più corto, che a sua volta dava sul Danubio e quindi rivolta verso il barbaricum.
Il Mócsy studiò il forte nel 1950, nella parte delle fortificazioni lungo il lato sud-est. È stato così indagato il tratto di mura difensive tra la porta meridionale (Porta Principalis) e il fiume, nella zona della torre d'angolo sud-est, che aveva una base in muratura larga 0,85 metri, con all'esterno dei bastioni una sporegenza di 0,2 × 0,4 metri. Dalla Porta partiva poi la via Principalis, divisa in due corsie, che andava ad incrociarsi con la via Decumana al centro. La porta era costituita da una torre, la cui base era di 3,2 × 4 metri. Torri aggettanti vennero costruite solo a partire dalla metà del II secolo. La porta meridionale non era però simile a tante altre indagate nei castelli limitrofi a quello di Matrica.
L'indagine poi della torre angolare sud-est ha rivelato una costruzione quasi quadrata, che misurava 4 × 4,2 metri. Prima poi della costruzione delle nuove torri in pietra, il singolo fossato iniziale fu sostituito da uno doppio fossato. Mócsy ha ipotizzato, in seguito ai suoi scavi, che il forte sia stato modificato al tempo dell'imperatore Caracalla (211-217). L'archeologo Tóth Endre non ha seguito invece questa teoria. Per lui e altri ricercatori le torri con forma ad "U" risalirebbero al IV secolo.
Durante gli scavi del 1990 è stato indagato anche l'angolo nord-occidentale del forte. Qui è stata scoperta una tipica torre angolare di epoca tardo-romana, similmente a quanto era accaduto con altri forti lungo questo tratto di Danubio. Mettendolo quindi in relazione al vicino forte di Baracspuszta (Annamatia), all'interno del quale fu trovata una moneta datata al regno dell'imperatore Costantino II (337-340), ciò potrebbe fornire il terminus post quem. Mentre gli scavi precedenti avevano evidenziato la via che conduceva alla Porta principalis, nella parte settentrionale si è potuto individuare anche dove scorreva il Danubio, e dove si trovava la Porta Praetoria. Il fiume, nei secoli passati si era infatti avvicinato pericolosamente al presidio di Százhalombatta-Dunafüred, a differenza di molti altri siti, non quindi danneggiati. Sappiamo che vi furono restauri delle torri della Porta Decumana e della Porta Praetoria oltre alla torre d'angolo sud-est, al tempo di Valentiniano I.

### Principia
All'incrocio delle due vie principali, che si ricongiungevano al centro, tra le quattro porte, venne condotta una campagna di scavo nel 1990. Qui vennero alla luce i Principia (di 47 × 35 metri), ovvero gli uffici amministrativi dell'intera guarnigione del forte [22]. Sotto una parete di questa struttura venne travata un denario databile al 158 d.C. I Principia erano molto simili nella loro struttura a quelli di tanti altri forti del medio periodo imperiale (età antonina). Il cortile interno, di 16,5 × 16,5 metri, è rimasto in buono stato di conservazione. Gli scavi hanno poi condotto gli archeologi a scoprire nella parte meridionale della costruzione, l'armeria e nella parte occidentale una basilica.
Dietro la basilica è stato trovato il santuario devo erano conservati i vexilla dell'unità ausiliaria con un'abside semicircolare centrale ed una serie di stanze sia sulla destra, sia sulla sinistra, tre per parte. Negli anni successivi le pareti divisorie delle tre stanze furono abbattute nella parte sud del santuario, venendo così creato un ampio spazio. I pavimenti furono rinnovati per cinque volte, l'ultimo dei quali in tardo periodo romano. Il piano seminterrato sotto il santuario dei vexilla era utilizzato per conservare l'intero tesoro delle truppe, ed aveva dimensioni di 3 x 1,5 metri.